# Gestão Rosinha Garotinho no governo do estado do Rio de Janeiro
A Gestão Rosinha Garotinho no governo do Rio de Janeiro corresponde ao período da História Política do estado do Rio de Janeiro em que Rosinha Garotinho esteve ocupando o cargo de Governadora do Estado, entre 1° de janeiro de 2003 e 1° de janeiro de 2007.

## Antecedentes
No ano de 2002, o estado foi governado por Anthony Garotinho (PSB), esposo de Rosinha de 1° de janeiro até 6 de abril e por Benedita da Silva (PT), de 6 de abril até 31 de dezembro. Garotinho, como é conhecido o então governador eleito em 1998, renunciou ao cargo de governador para candidatar-se a presidência da república no mesmo ano, ficando Benedita, vice-governadora eleita em posse do cargo de titular até a vigência do mandato.

## Governo

### Posse
Rosinha Garotinho (PSB) e seu vice, Luiz Paulo Conde (PSB) assumiram o governo do Estado de Rio de Janeiro em 1º de janeiro de 2003, da então mandatária Benedita da Silva (PT), que não conseguiu se reeleger para um novo mandato após ser derrotada por Rosinha no primeiro turno, com 4.101.423 votos ou 51,30% dos votos válidos.

### Secretariado
Mandato único

### Infraestrutura
Realizações de Rosinha Garotinho em infraestrutura:
- Inauguração da Estação Cantagalo da Linha 1 do Metrô do Rio de Janeiro[4].
- Recuperação da arquibancada do estádio do Maracanã.
- Interiorização da indústria, com a criação de um Polo da CEDERJ e de um Polo industrial Têxtil no município de Rio das Flores.
- Implantação do Porto do Açu em São João da Barra.[5]
- Melhorias no saneamento básico e nas estradas no interior.
- Reforma da ponte que liga Comendador Levy Gasparian (RJ) a Santana do Deserto (MG), a divisa Rio-Minas no interior do Estado.
- Reforma do Teatro Municipal Celso Peçanha, em Três Rios.

### Aspectos sócio-econômicos
- Recuperação da pecuária leiteira do estado, intervindo na Parmalat para salvar empregos.
- Na área Social foi criado o programa Paif (Programa de Atendimento Integral à Família).

## Polêmicas

### Caso Silveirinha
Logo no começo de seu mandato, um dos casos que repercutiu na gestão de Rosinha Garotinho sobre o Estado do Rio de Janeiro foi o chamado Caso Silveirinha, quando a CPI do Propinoduto, instaurada pela Assembleia Legislativa do Rio de Janeiro, investigou um suposto esquema de corrupção que existiria na Secretaria da Fazenda estadual, que seria comandado por Rodrigo Silveirinha Corrêa, ex-subsecretário de Administração Tributária na gestão Anthony Garotinho (1999-abril de 2002).